# Oxytenanthera
Genre
Classification phylogénétique
Oxytenanthera est un genre de bambous de la famille des Poaceae.

## Espèces
- Oxytenanthera abyssinica (A.Rich.) Munro
- Oxytenanthera braunii